# Poésie hébraïque
La poésie hébraïque regroupe plusieurs styles poétiques écrits en hébreu à différentes périodes de son histoire, depuis l’ère de la Bible jusqu’à nos jours.

## La poésie biblique
La Bible comprend plusieurs passages poétiques dont la bénédiction de Jacob, le cantique de la mer et le cantique de Déborah, outre le Livre des Psaumes, le Cantique des Cantiques, le Livre des Lamentations et d’autres, considérés comme poétiques dans leur entièreté.
Ces poèmes constituent, selon la critique biblique, la couche la plus ancienne de la Bible. Martin Buber en souligne le caractère jaillissant et spontané, suggérant qu’ils sont contemporains des évènements qu’ils décrivent.

## La poésie hébraïque liturgique
La poésie se fait notoirement absente de la littérature des Sages, à l’exception de quelques énigmes formulées selon des règles réminiscentes du style biblique. Cependant, une intense activité littéraire se fait jour en terre d’Israël, à partir des XIIIe et XIVe siècles, afin de lutter contre une formalisation excessive de la liturgie.
Les grands noms des débuts de cette période sont Yosse ben Yosse, Yannaï et, surtout Eleazar Hakalir. Leur langue se fait vivante, abonde en néologismes et en prises de libertés vis-à-vis de la grammaire, ce qui leur vaudra des critiques sévères des philologues ultérieurs. Ils composent des pièces pour la plupart des prières et des temps de l’année, et participent au renouveau de la langue hébraïque.
Le piyyout est ensuite importé par Saadia Gaon à Babylone. Il y connaît une importante popularité et se diffuse en Italie, en France et en Allemagne. Par ailleurs, l’un des disciples de Saadia Gaon, Dounash ben Labrat, se distingue non seulement par ses compositions liturgiques mais aussi par son introduction de la métrique arabe en hébreu, ce qui lui permet de varier son répertoire et d’être l’auteur de la première chanson à boire hébraïque, composée en l’honneur de son mécène Hasdaï ibn Shaprut.

## La poésie hébraïque médiévale
Conjointement au piyyout, une poésie non-religieuse, chantant le vin et les femmes, se fait jour dans l’Al-Andalus sous l’influence de la poésie arabe. Le style évolue fortement et se raffine à mesure des poèmes de Samuel Hanaggid, Salomon ibn Gabirol, Levi ibn al-Tabban, Moïse ibn Ezra, Juda Halevi, Abraham ibn Ezra, etc.
Cette forme de poésie décline avec la fin de l’âge d’or de la culture juive en Espagne, faisant à nouveau place à la poésie religieuse des mystiques lourianiques de Safed parmi lesquels Isaac Louria lui-même, Salomon Alkabetz, Israël Najjara et Elazar Azikri. Elle survit cependant brièvement en Italie avec Immanuel de Rome.

## La poésie hébraïque moderne
Rabbi Moché Haïm Luzzatto est considéré comme le premier poète hébraïque moderne. La poésie est ensuite diffusée par les adeptes de la Haskala qui voient dans la poésie le genre le plus convenable à l’écriture en hébreu. Le premier chantre de ce mouvement est Naphtali Hertz Wessely, suivi de Shalom Hacohen, Max Letteris, Abraham Dov Baer Lebensohn, son fils Michah Joseph Lebensohn, Yehouda Leib Gordon etc. Fortement inspirée de la poésie européenne contemporaine et de la poésie biblique, plus didactique que romantique, cette poésie peine à trouver son public.
Les Amants de Sion donnent à la poésie hébraïque moderne un nouveau souffle. L’un de ses poètes les plus célèbres, Naftali Hertz Imber, compose notamment la Hatikvah qui deviendra l’hymne national d’Israël.
La poésie hébraïque moderne prend cependant son véritable envol au XIXe siècle avec Hayim Nahman Bialik et Shaoul Tchernichovsky : abandonnant les règles stylistiques qui ont prévalu jusque-là, ils en inventent des nouvelles pour décrire la réalité intérieure de l’âme humaine, ouvrant la voie à de nombreux idéalistes sionistes. Émigrés en Palestine mandataire pour y rétablir le foyer national juif, ces hommes et femmes y importent leur poésie et font de leur terre d’accueil celle de la poésie hébraïque moderne. Yokheved Bat-Miriam, Ra'hel et, plus tard, Léa Goldberg développent de nombreux thèmes féminins, Uri Zvi Greenberg et David Fogel la veine expressionniste, Abraham Shlonsky et Nathan Alterman l’école néo-symboliste, etc.
Les poètes de l’ère dite du Palmah leur succèdent, parmi lesquels Naomi Shemer, puis ceux de la génération de l’État qui rejettent le pathos lyrique de Shlonsky et Alterman, comme Nathan Zach, Yehuda Amichaï et Dahlia Ravikovitch. D’autres comme Yossef Zvi Rimon et Zelda rédigent dans un style similaire des œuvres à contenu plus proche du fonds juif traditionnel.

## Source
- (he) Cet article est partiellement ou en totalité issu de l’article de Wikipédia en hébreu intitulé « שירה עברית » (voir la liste des auteurs).